# Hafslundsøy
Hafslundsøy este o localitate din comuna Sarpsborg, provincia Østfold, Norvegia, cu o suprafață de 2,601 km² și o populație de 2.000 locuitori (2013).